# Diplodactylus byrnei
Diplodactylus byrnei är en ödleart som beskrevs av  Lucas och FROST 1896. Diplodactylus byrnei ingår i släktet Diplodactylus och familjen geckoödlor. Inga underarter finns listade i Catalogue of Life.